# Richard Tandy
Pour les articles homonymes, voir Tandy.
 (avril 2024).
Si vous disposez d'ouvrages ou d'articles de référence ou si vous connaissez des sites web de qualité traitant du thème abordé ici, merci de compléter l'article en donnant les références utiles à sa vérifiabilité et en les liant à la section « Notes et références ».
Richard Tandy, né le 26 mars 1948 à Birmingham en Angleterre et mort le 1er mai 2024, est un musicien britannique, connu pour être le claviériste du groupe rock Electric Light Orchestra. 
Sa palette de claviers, incluant notamment un Minimoog, un Clavinet, un mellotron et un piano, est un ingrédient important du son du groupe, notamment sur les albums A New World Record, Out of the Blue, Discovery et Time. Il est intronisé au Panthéon du Rock and Roll le 7 avril 2017 en tant que membre du groupe Electric Light Orchestra.

## Biographie

### Carrière
Richard Tandy étudie à la Moseley School, où il rencontre pour la première fois le batteur Bev Bevan. Les deux musiciens se retrouvent en 1968 lorsque Tandy joue du clavecin sur Blackberry Way du groupe The Move : il les rejoindra brièvement aux claviers pour une tournée, mais passera à la basse quand le bassiste Trevor Burton est écarté à cause d'une blessure à l'épaule. Lorsque ce dernier est à nouveau en mesure de jouer, Tandy rejoint The Ugly's.
En 1972, Tandy est bassiste de la première formation live du groupe Electric Light Orchestra (à l'origine un projet parallèle de The Move), avant de devenir le claviériste à temps plein du groupe. Il collabore musicalement avec le chanteur d'ELO Jeff Lynne sur de nombreux projets, dont des chansons pour la bande originale de Electric Dreams, l'album solo de Jeff Lynne Armchair Theatre, ainsi que sur Information de Dave Edmunds, produit par Lynne.
Les claviers de Tandy font partie intégrante du son d'ELO et incluent piano, Minimoog, Clavinet, Oberheim, piano électrique Wurlitzer, mellotron, Yamaha CS-80, ARP 2600 et harmonium. Il est également guitariste. Sur certains albums, il est aussi chanteur et choriste, sans toutefois préciser les chansons. Tandy est le bras droit de Jeff Lynne au studio et participe aux arrangements des cordes avec Lynne et Louis Clark à partir de l'album Eldorado.
En 1985, Tandy forme le groupe Tandy Morgan avec Dave Morgan et Martin Smith, qui ont tous deux travaillé avec ELO dans des concerts. La même année, le groupe publie l'album concept Earthrise. En 2011, une version remasterisée sort en CD sur le label Rock Legacy. Une suite de cet album avec des titres inédits est publiée sous le titre The BC Collection avec Dave Morgan et Martin Smith, contenant un titre écrit par Tandy : Enola Sad Hiroshima.
Tandy figure sur tous les albums d'ELO, à l'exception de No Answer de 1971, enregistré avec Roy Wood, Jeff Lynne, Bev Bevan, Bill Hunt et Steve Woolam avant son arrivée et de Alone in the Universe en 2015, sur lequel Lynne joue de tous les instruments. Il est également crédité en tant qu'arrangeur à partir de Eldorado. En 2012, Tandy fait de nouveau équipe avec Lynne pour enregistrer un autre projet ELO : un ensemble des plus grands succès du groupe sont enregistrés dans le studio d'enregistrement à domicile Bungalow Palace de Lynne, qui est diffusé à la télévision. En 2013, Tandy rejoint Lynne pour interpréter deux chansons pour Children In Need Rocks, Livin 'Thing et Mr Blue Sky. Il participe également à la programmation d'ELO au Festival In A Day de Radio 2 en septembre 2014.

### Vie privée
Richard Tandy se marie une première fois avec Carol Cookie, une amie de Cleo Odzer, mais le mariage se termine par un divorce. Il se marie en secondes noces avec Sheila. Il a vécu à Birmingham, en France et à Los Angeles, mais réside au Pays de Galles.

### Mort
Le 1er mai 2024, Jeff Lynne annonce la mort de Richard Tandy sur X. Dans son message, Lynne le décrit comme « un musicien et un ami remarquable », ainsi qu'un « collaborateur de longue date ».

## Équipement
Après être passé de façon permanente de la basse aux claviers, la configuration initiale de Richard Tandy sur scène est un synthétiseur Minimoog et un piano électrique Wurlitzer et occasionnellement un piano à queue (comme on le voit dans la performance du défilé ELO Roll Over Beethoven dans l'émission télévisée The Midnight Special, qu'il utilise principalement en studio. Cependant, il ajoute progressivement d'autres claviers à son équipement de scène et de studio, notamment le clavinet Hohner, le mellotron (qui était largement utilisé pour la scène) et d'autres synthétiseurs, il commence à utiliser plus régulièrement le piano à queue sur scène et en studio. Il se sert aussi des synthétiseurs Yamaha CS80, ARP 2600, Polymoog, Micromoog, ARP Quadra et Oberheim de la fin des années 1970 au début des années 1980. Tandy joué de l'harmonium sur Kuiama de ELO 2.

## Discographie

### Solo
- 1986 : Earth Rise - Avec Dave Morgan
- 1992 : The B.C. Collection - Avec Dave Morgan et Martin Smith

### The Move
- 1968 : Blackberry Way - Single The Move

### The Ugly's
- 1969 : I See The Light/Mary Cilento - Single
- 2004 : The Complete Ugly's - The Quiet Explosion - Compilation Richard sur cinq titres.

### Electric Light Orchestra

#### Albums studio
- 1973 : ELO 2 (remasterisé en 2003)
- 1973 : On the Third Day
- 1974 : Eldorado (remasterisé en 2001)
- 1975 : Face the Music
- 1976 : A New World Record
- 1977 : Out of the Blue (remasterisé en 2007)
- 1979 : Discovery (remasterisé en 2001)
- 1980 : Xanadu (bande originale, avec Olivia Newton John)
- 1981 : Time (remasterisé en 2001)
- 1983 : Secret Messages (remasterisé en 2001)
- 1986 : Balance of Power (remasterisé en 2007)

#### Albums en concert
- 1974 : The Night the Light Went On (In Long Beach)
- 1998 : Live at Winterland '76
- 1998 : Live at Wembley '78
- 1999 : Live at the BBC

### Collaborations
- 1983 : Information de Dave Edmunds.
- 1984 : Electric Dreams - Artistes variés - B.O. du film. Joue sur 2 titres avec Jeff Lynne.
- 1990 : Armchair Theatre de Jeff Lynne avec George Harrison, Del Shannon, Michael Kamen, etc.
- 2001 : Zoom d'ELO, claviers sur un titre.
- 2013 : Children in Need Rocks 2013 - Concert charité pour les enfants au Hammersmith Apollo de Londres. Richard Tandy sur deux titres avec Jeff Lynne.
- 2014 : Radio 2's Festival in a Day - Festival de musique au Hyde Park à Londres. Dix-sept chansons ont été jouées ce soir-là par le Jeff Lynne's ELO.